# Hold That Ghost
Hold That Ghost este o comedie de groază britanică din 1941, regizată de Arthur Lubin. Rolurile principale sunt interpretate de actorii Bud Abbott, Lou Costello și Richard Carlson

## Distribuție
- Bud Abbott - Chuck Murray
- Lou Costello - Ferdinand Jones
- Richard Carlson - Dr. Jackson
- Joan Davis - Camille Brewster
- Evelyn Ankers - Norma Lind
- Marc Lawewnce - Charlie Smith
- Mischa Auer - Gregory
- Shemp Hpward - Soda Jerk
- Russell Hicks - Bannister
- William B. Davidson - Moose Matson
- Ted Lewis - Themselves
- The Andrews Sisters - ele însele
- Milton Parsons - șoferul de autobuz
- Harry Hayden - Jenkins